# IPhone 12 Pro
iPhone 12 Pro a iPhone 12 Pro Max jsou smartphony navržené a vyvinuté americkou společností Apple. Jsou součástí 14. generace mobilních telefonů iPhone, spolu s iPhonem 12 a iPhonem 12 Mini, přičemž nahrazují iPhone 11 Pro a iPhone 11 Pro Max. Mezi hlavní technologické změny oproti 11 Pro a 11 Pro Max patří přidání 5G a zavedení systému MagSafe. iPhone 12 Pro a Pro Max používají Apple A14 Bionic a mají větší, 6,1palcové a 6,7palcové, displeje.
Představení iPhonů proběhlo 13. října 2020 společně s iPhonem 12 a iPhonem 12 Mini na tiskové konferenci Apple Special Event v Apple Parku v kalifornském Cupertinu. iPhone 12 Pro a iPhone 12 Pro Max, stejně jako iPhone 12 a iPhone 12 Mini, jsou zárovň prvními modely, které již v balení neobsahují napájecí adaptér ani sluchátka EarPods, jak bylo zvykem u předchozích modelů. Nyní Apple přidává do balení pouze kabel z USB-C na konektor Lightning.

## Specifikace

### Hardware
iPhone 12 Pro používá nový šestijádrový procesor A14 Bionic od společnosti Apple, který obsahuje 16jádrový Neural Engine nové generace. Má tři možnosti interního úložiště – 128, 256 a 512 GB. IPhone 12 Pro má odolnost proti vodě a prachu IP68 a je tak voděodolný až do hloubky šesti metrů po dobu 30 minut.
Kromě nabíjení pomocí Lightning konektoru a bezdrátového nabíjení Qi disponuje iPhone 12 Pro a Pro Max také bezdrátovým nabíjením MagSafe, které umožňuje magnetické uchycení příslušenství, jako jsou nabíječky a pouzdra, na zadní stranu telefonů. Bezdrátové nabíjení MagSafe podporuje nabíjení výkonem až 15 W. iPhone 12 Pro a 12 Pro Max také nově podporují mobilní sítě páté generace 5G.

#### Displej
iPhone 12 Pro je vybaven 6,1palcovým displejem s rozlišením 2532 × 1170 pixelu s 460 PPI a iPhone 12 Pro Max má displej s úhlopříčkou 6,7 palců s rozlišením 2778 × 1284 pixelů s 458 PPI. Zároveň disponuje iPhone 12 Pro Max největším displej z iPhonů do té doby. Apple nově také přidal nový typ skla s názvem „Ceramic Shield“, které bylo vyvinuto společně se společností Corning Inc. Sklo má dle Applu údajně „4krát lepší odolnost při pádu“ a je „tvrdší než jakékoli sklo kdykoliv implementované do konstrukce smartphonu“.

#### Baterie
iPhone 12 Pro se dodává s 2,815 mAh baterií, což je mírné snížení oproti 3,046 mAh baterii, která se nachází v předchůdci modelu – iPhonu 11 Pro, a je identická s baterií, která se nachází ve standardním iPhone 12. iPhone 12 Pro Max obsahuje 3,687 mAh baterií, opět s mírným snížením oproti 3,969 mAh baterii u předchůdce.

#### Čipset
iPhone 12 Pro i iPhone 12 Pro Max jsou osazeny procesorem Apple A14 Bionic, prvním ARM smartphonovým systémem na čipu (SoC) vyráběným pomocí 5nm výrobní technologie. Na rozdíl od předchozích let však iPhone 12 Pro a iPhone 12 Pro Max nejsou prvními zařízeními v nabídce Apple, která obdržela nejnovější procesor řady A, protože procesor A14 Bionic uvedl Apple už u iPadu Air čtvrté generace během zářijové konference. iPhone 12 Pro a iPhone 12 Pro Max dále obsahují pohybový koprocesor Apple M14 a využívají 5G modem X55 od společnosti Qualcomm.

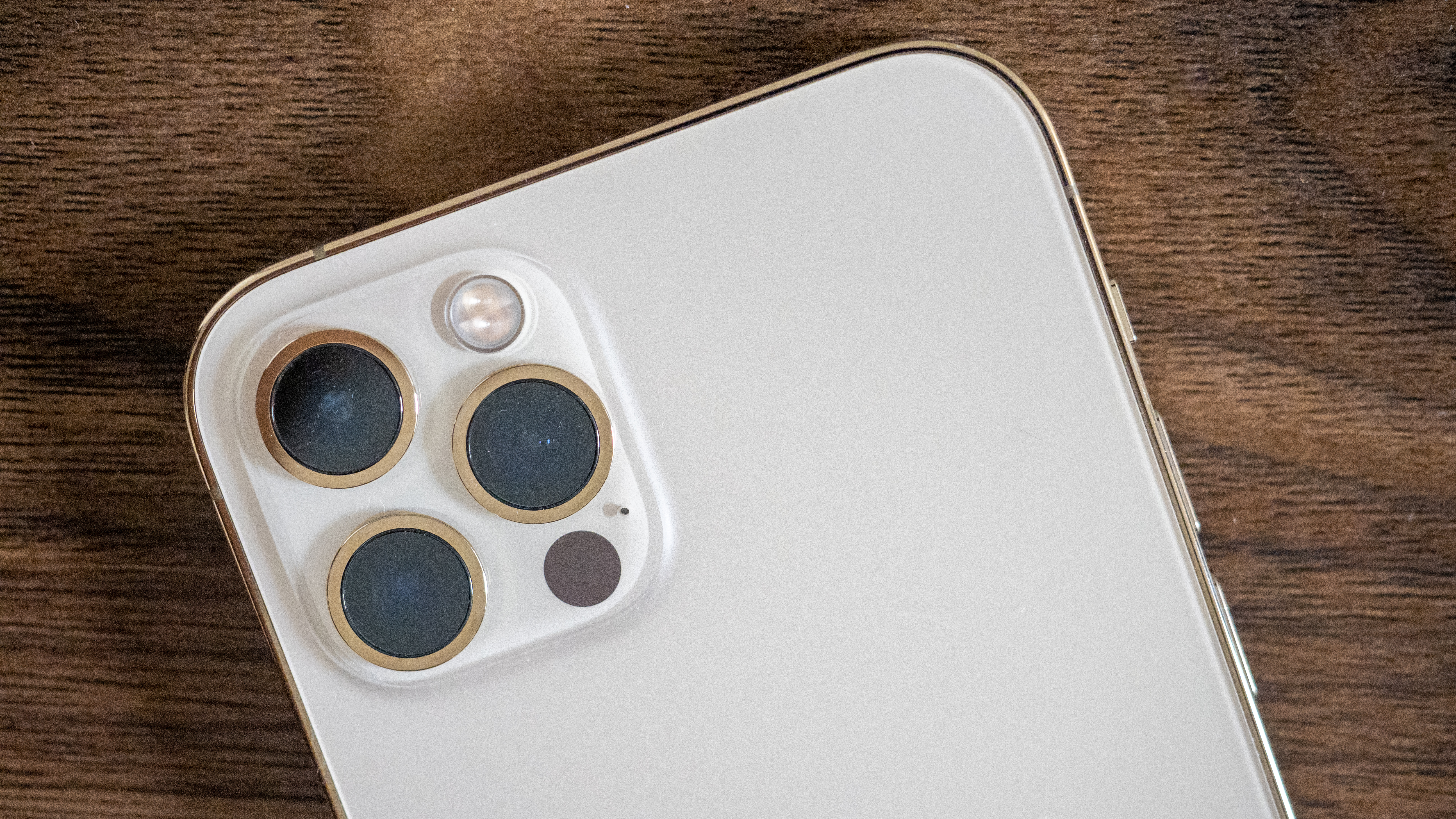
iPhone 12 Pro detail zadního fotoaparátu

#### Fotoaparáty
iPhone 12 Pro a Pro Max je vybaven čtyřmi fotoaparáty – předním 12Mpix s clonou ƒ/2,2 fotoaparátem a systémem třech zadních – teleobjektiv, 12 Mpix s clonou ƒ/2,0, širokoúhlého, 12 Mpix s clonou ƒ/1,6 a 13mm 12Mpix ultraširokého fotoaparátu s clonou ƒ/1,44. iPhone 12 Pro a Pro Max má navíc také noční režim pro nahrávání videa dostupný u všech čtyřech objektivů. Video v nočním režimu podporuje rozlišení až 4K při frekvenci 60 snímků za sekundu.
iPhone 12 Pro Max má však jiný teleobjektiv s mírně horší clonou ƒ/2,2 namísto clony ƒ/2,0, ale má díky tomu větší optický zoom – 2,5x namísto 2,0x. Díky tomu umožňuje iPhone 12 Pro Max až 5 násobný rozsah optického zoomu mezi třemi zadními fotoaparáty oproti pouze 4násobného zoomu u iPhonu 12 Pro.

#### Senzory
iPhone 12 Pro a iPhone 12 Pro Max obsahují převážně stejné senzory jako předchozí modely iPhone od doby iPhonu X. Patří mezi ně akcelerometr, gyroskop, barometr, senzor přiblížení, senzor okolního světla a digitální kompas. Dále disponují také systémem rozpoznávání obličeje Face ID, který se dále skládá z infračervého projektoru a infračervené kamery, které umožňují skenování a uložení tváře uživatele pomocí Secure Enclave. iPhone 12 Pro a 12 Pro Max dále obsahují skener LiDAR umožňující větší podporu dalších funkcí rozšířené reality, dále lepší počítačové vylepšení fotografií a schopnost měřit přibližnou výšku člověka pomocí základní aplikace Měření.

### Software
Při vydání byl iPhone 12 Pro dodáván s předinstalovaným systémem iOS 14.

## Design
Stejně jako iPhonu 12 a iPhonu 12 Mini, i iPhone 12 Pro a 12 Pro Max mají ploché hranaté rámeky. Jedná se o první zásadní redesign od představení iPhonu X. Velikost zářezu v displeji je navzdory spekulacím o zmenšení podobná předchozím modelům iPhone. Nový design také přináší tvrzené přední sklo, tzv. „Ceramic Shield“, který by měl zvýšit odolnost proti rozbití při pádu až 4x.
iPhone 12 Pro je k dispozici ve čtyřech barevných kombinacích – stříbrné, grafitově šedá, zlaté a tichomořsky modré.
| Barva | Název             |
| ----- | ----------------- |
|       | Stříbrná          |
|       | Grafitově šedá    |
|       | Zlatá             |
|       | Tichomořsky modrá |

## Přijetí
iPhone 12 Pro získal po svém uvedení pozitivní recenze. Magazín The Verge jej nazval „krásným, výkonným a neuvěřitelně schopným zařízením“ a ocenil jeho nový design připomínající iPhone 5, rychlost procesoru A14 Bionic a jeho schopnosti využití sítí 5G sítí, ale zároveň zmiňují málo rozdílů ve srovnání se základním iPhone 12. Blog Engadget ohodnotil iPhone 12 Pro kladně, přičemž ocenil bezdrátové nabíjení MagSafe a vylepšený kamerový systém, ale zároveň upozornil je málo důvodů k upgradu pro uživatele předchozího iPhonu 11 Pro.
Kvůli pandemii covidu-19 byl Apple kritizován za to, že se spoléhal na Face ID jako na jedinou biometrickou možnost odemknutí zařízení, který je nekompatibilní s nošením roušek. Od aktualizace iOS 15.4 však Apple přidal novou možnost „Face ID s maskou“, kdy zařízení pozná, že uživatel má nasazenou masku a naskenuje pouze vrchní část obličeje.

### Kontroverze
Všechny telefony z řady iPhone 12 se dodávají pouze s kabelem USB-C na Lightning, avšak bez nabíjecího adaptéru a sluchátek EarPods. Tento nový trend společnost Apple zavedla při představení modelů z řady iPhone 12 i do všech ostatních nabízených modelů. Například iPhone SE (2. generace) se po svém představení v dubnu 2020 prodával s klasickým velkým balením s nabíjecím adaptérem i sluchátky EarPods, ale po představení řady iPhone 12 v říjnu 2020 se prodává jen se zmenšeným balením pouze. Tento krok společnost Apple obhajuje dopadem na ekologii a jejich cílem stát se společností s nulovou uhlíkovou stopou do roku 2030. Podle společnosti totiž naprostá většina uživatelů už doma nějaký adaptér nebo sluchátka má a nové často ani nevybalí z krabičky. Odstraněním adaptéru a sluchátek z balení se sníží produkce emisí uhlíku o 2 miliony tun krychlových každý rok, což je ekvivalent odstranění zhruba 450 000 aut z ulic. Zároveň se díky menšímu balení vejde na paletu o 70 % více krabiček a tím se dále sníží dopad logistiky na ekologii.

## Údaje o ekologii
iPhone 12 Pro má uhlíkovou stopu 82 kg emisí uhlíku, což je o 6 kilogramů více než předchozího modelu – iPhone 11 Pro. iPhone 12 Pro Max má uhlíkovou stopu 86 kg emisí uhlíku, což je také nárůst o 6 kilogramů ve srovnání s iPhonem 11 Pro Max. 86 % u iPhone 12 Pro, respektive 82 % u iPhone 12 Pro Max všech zmíněných emisí je uvolněných při výrobě a použitím primárních zdrojů, přičemž zbývající emise jsou uvolněny hlavně během přepravy a zpracováním zařízení na konci jeho životnosti.